# Dzorakap
Dzorakap (in armeno Ձորակապ?) è un comune di 1 039 abitanti (2001) della Provincia di Shirak in Armenia.